# Antonia Simmler
Antonia Maria Josepha Simmler (* 22. Januar 1852 in Geisenheim, Herzogtum Nassau; † 2. September 1923 im Kloster Simpelveld, Niederlande) war eine deutsche Ordensschwester und Illustratorin.
Antonia Simmler war eines von neun Kindern des Malers Friedrich Simmler (1801–1872). Ihre Geschwister Wilhelm Simmler (1840–1923), Joseph Simmler (1842–1899) und Franz Joseph Simmler (1846–1926) waren ebenfalls künstlerisch tätig. Über ihre Ausbildung ist nichts bekannt. Ab 1877 lassen sich von ihr verfertigte Illustrationen für Kinder- und Jugendliteratur nachweisen. 
Antonia Simmler trat am 24. Mai 1889 in das Kloster der Schwestern vom armen Kinde Jesus in Simpelveld ein und erhielt zur Einkleidung den Ordensnamen Josepha. Am 12. November 1890 legte Sr. Josepha dort die erste Profess ab.

## Werke
Illustrationen in:
- Isabella Braun: Gesammelte Erzählungen Bd. 1–12, Stuttgart, Eßlingen 1879–1884.
- F. Max: Goldenes Schatzkästlein für kleine Kinder. Ein Bilderbuch für die Kinderstube. Eßlingen um 1886
- Münchener Bilderbogen
  - Nr. 690 In der Schule, 1877
  - Nr. 721 Die Kinder im Walde, 1879 (Abbildung)
  - Nr. 762 Jugendlust, 1880
- Zeitschrift Jugendblätter 29, 1882/83; 35, 1888/89; 40, 1893/94

- Zeichenbuch[1]